# Marcel Woźniak
Marcel Woźniak (ur. 7 czerwca 1984 w Kwidzynie) – polski pisarz i scenarzysta, autor trylogii kryminalnej o detektywie Leonie Brodzkim oraz biograf Leopolda Tyrmanda.

## Życiorys
Absolwent II Liceum Ogólnokształcącego im. Stanisława Wyspiańskiego w Kwidzynie. Ukończył z wyróżnieniem studia na Uniwersytecie Mikołaja Kopernika w Toruniu, gdzie na Wydziale Filologicznym w 2017 uzyskał tytuł zawodowy magistra filologii polskiej. W roku 2016 ukończył kurs Adaptacja filmowa w Warszawskiej Szkole Filmowej. W 2023 roku obronił pracę doktorską na studiach literaturoznawczych na UMK w Toruniu.
W lipcu 2015 roku rozpoczął pracę jako pisarz. Książka Biografia Leopolda Tyrmanda. Moja śmierć będzie taka jak moje życie miała premierę 26 października 2016 roku i była pierwszą oficjalną biografią Leopolda Tyrmanda. 14 czerwca 2017 roku zadebiutował powieścią Powtórka, którą rozpoczął cykl kryminalny o detektywie Leonie Brodzkim. 8 listopada 2017 roku ukazał się tom drugi, Mgnienie, a 22 sierpnia 2018 roku tom trzeci Otchłań. W roku 2019 wydał wspólnie z Gabrielą Gargaś powieść obyczajową Tysiąc obsesji. W roku 2020 ukazała się reporterska biografia Tyrmand. Pisarz o białych oczach. W roku 2022 ukazały się dwie powieści wojenne - Egzekutor oraz Rzeźnik z Lyonu, a w 2024 r. powieść kryminalna Most nas wzburzoną wodą, będąca spin offem trylogii o Brodzkim.

## Twórczość
W swojej twórczości literackiej sięga po powieść kryminalną oraz literaturę faktu. W swoich kryminałach odwołuje się do kultury współczesnej oraz historii (film, literatura, filozofia), porusza także tematy społeczne, m.in. przemocy, mediów, komunizmu.
Działalność filmowa Woźniaka, to metaforyczny obraz życia jako partii szachów w Caissa oraz sen na jawie w Snufit. Oba filmy łączy balansowanie na płaszczyznach onirycznych, poetyckość i autorski scenariusz. 

### Seria z detektywem Brodzkim
- Powtórka, Wydawnictwo Czwarta Strona, Poznań 2017
- Mgnienie, Wydawnictwo Czwarta Strona, Poznań 2017
- Otchłań, Wydawnictwo Czwarta Strona, Poznań 2018

### Literatura faktu
- Biografia Leopolda Tyrmanda. Moja śmierć jest taka jak moje życie, Wydawnictwo MG, Warszawa 2016
- Tyrmand. Pisarz o białych oczach, Wydawnictwo Marginesy, Warszawa 2020

## Nagrody i wyróżnienia
Premiera filmu Caissa uznana została za najciekawsze wydarzenie filmowe regionu Kujaw i Pomorza w 2012 roku, ex aequo z filmem Panoptikon Marcina Gładycha. W grudniu 2016 roku za książkę Biografia Leopolda Tyrmanda. Moja śmierć będzie taka jak moje życie otrzymał nagrodę biografii miesiąca Magazynu Literackiego „Książki”.